# كابو دي سانتو أغوستينو
كابو دي سانتو أغوستينو هي مدينة، وبلدية في البرازيل، تتبع بيرنامبوكو، بلغ عدد سكانها 185٬025  نسمة، في 2010، تبلغ مساحتها 448٫735 كيلومتر مربع.

## الموقع
تشترك في الحدود مع:
- Ipojuca [الإنجليزية]‏.

## أعلام
- إيمانويلا دي باولا